# 베를린 전투
베를린 전투는 제2차 세계 대전 유럽 전선의 연합국과 추축국의 마지막 전투 중 하나였다. 소비에트 연방군(붉은 군대)은 동쪽과 남쪽에서 베를린을 동시에 공략했다. 그러나 실질적으로 베를린 전투에 참여한 군대는 이들 소련군과 폴란드 동부군으로, 이들은 1945년 4월 16일부터 5월 8일에 독일이 연합군에 항복할 때까지 베를린을 두고 나치 독일군과 전투를 벌였다. 그러나 전투가 계속 중이던 4월 30일에 아돌프 히틀러가 자살하였으며, 베를린 주둔 독일군이 5월 2일에 항복했지만 도처에서 전투가 벌어졌고, 나치 독일의 공식적인 항복은 5월 8일에 되어서야 이루어졌다. 5월 8일은 독일이 서구 연합국인 영국, 프랑스, 미국에 항복한 날짜이며, 소비에트 연방은 이것을 인정하지 않았기 때문에 독일은 다시금 5월 9일에 이르러서야 항복했다.

## 배경
동부 전선은 붉은 군대의 바그라티온 작전이 벌어진 1944년 8월 이후 빠르게 변하고 있었다. 동남부에서 독일은 부다페스트를 비롯하여 헝가리 대부분을 잃었으며, 얼마 전까지만 해도 독일의 동맹국이었던 루마니아와 불가리아는 소비에트 연방에 항복하는 한편 독일에 선전포고를 하였다. 동북부에서는 소비에트 군대가 폴란드 평원을 통과하였다. 바르샤바 봉기를 잠자코 지켜보기만 했던 소련군은 1945년 1월 바르샤바를 점거했다. 3일 후 4개의 전선군으로 구성된 소련군이 바르샤바를 기점으로 나레브강을 건너며 공세에 들어갔다. 4일 후 독일군 전선을 돌파한 뒤에 소련군은 하루에 30~40 km씩 서쪽으로 진격했다. 발트 연안 국가들의 영토 그리고 단치히, 동프로이센, 포즈난을 확보한 소련군은 마침내 베를린까지 60 km 정도 남은 오데르강을 따라 전선을 구축했다. 하인리히 힘러 지휘 아래 비스툴라 집단군은 2월 24일 반격을 시도하였으나 무위로 끝났고, 폼메른에 진입한 소련군은 슐레지엔 지방은 물론이고 오데르강 우안(右岸)을 완벽히 장악하게 되었다. 포위된 부다페스트를 구원하기 위한 독일군의 구원 기도가 세 번에 걸쳐 이루어졌지만 전부 실패하며 2월 13일 도시는 소련군의 수중에 떨어졌다. 다뉴브강 유역을 탈환하라는 말도 안 되는 히틀러의 명령에 따라 또다시 독일군의 반격인 콘라트 작전이 시작되었지만 3월 16일 반격 작전은 재차 실패했고 같은 날 소련군의 역공세가 시작되었다. 3월 30일 오스트리아에 진입한 소련군은 4월 13일에 비엔나를 점령했다.
이 시점에서 독일의 패망은 기정사실이었다. 독일 국방군은 작전에 필요한 연료를 거의 확보하지 못한 상황이었고, 공장을 제대로 가동하지 못하여 전투기 및 전차를 충분히 생산하지 못하였으며, 무기의 질 역시 예년에 비해 크게 떨어졌다. 그럼에도 불구하고 독일이 끝까지 항전을 한 것은 소련군이 도착하기 전에 한 명이라도 더 많은 병사를 서쪽으로 탈출시키기 위한 시간을 벌기 위해서였으며, 무조건적 항복을 요구하는 연합군에 대한 반감도 컸기 때문이었다. 아돌프 히틀러는 주위의 만류에도 불구하고 베를린에 남기로 결정했는데, 베를린은 다른 도시와는 달리 벙커나 대공포 등이 많지 않았다. 개전 초기에 히틀러는 독일의 수도가 점령당할 일은 없을 것이라고 주장하였고, 때문에 제대로 된 수도방위계획이 없었던 것이다.
한편, 이 때에 독일 서부를 완전히 점령한 서구 연합군은 더 나아가 베를린을 비롯한 독일 동부로 계속 진격하는 데에는 소극적이었는데, 왜냐하면 당시 서방 연합군의 진격 속도와 독일군의 방어 태세 등을 고려하였을 때 소련군보다 서방 연합군이 베를린에 빨리 도착할 수 있었음에도 불구하고 소련군이 베를린에 먼저 입성하였기 때문이다. 서방 연합군의 총사령관 드와이트 아이젠하워의 의도를 짐작하건대 어차피 베를린은 전쟁 이후 소비에트 연방의 세력 하에 들어갈 것이기에 같은 연합국인 소련을 상대로 분란의 여지를 두지 않으면서, 진격 시에는 필연적으로 전투가 일어나므로 진격 속도를 늦춰서 아군의 피해를 줄이기 위함으로 추정한다. 이에 따라 서방 연합군은 베를린에서 약간 떨어진 엘베강 인근에서 진격을 멈추었다.

## 소련의 공격

### 준비
전쟁이 마무리되는 때 소련의 서기장 스탈린은 서방 연합군보다 넓은 지역을 점령하여 전후 소련의 세력권을 확대할 것을 꾀하였다. 최우선 목표는 베를린이었는데, 독일의 수도라는 상징성이 있고 산업과 물류의 중심이자 인구밀집지역이므로 베를린을 확보하면 다른 지역까지 통제하기 쉽기 때문이다. 히틀러의 신변을 확보해서 원자폭탄 개발 계획을 얻으려는 이유도 있었다.
1945년 4월 9일, 소련군은 동프로이센의 쾨니히스베르크를 점령하면서 콘스탄틴 로코솝스키 원수의 제2 벨라루스 전선군이 오데르강 동안에서 서안으로 진격할 수 있게 되었다. 4월 첫째 주와 둘째 주 동안 소련군은 대전 중 가장 빠른 전선 구축 능력을 보여주었다. 게오르기 주코프 원수는 발틱 지역 남쪽에 있는 프랑크푸르트에서 오데르강을 따라 배치된 자신의 제1 벨라루스 전선군을 베를린의 관문이라고 할 수 있는 젤로 전면에 집중시켰다. 제2 벨라루스 전선군으로부터 전선을 인계받은 제1 벨라루스 전선군은 젤로 고지 북쪽에 포진했다. 부대 재배치 중 전선에 구멍이 생겼고, 이를 틈타 단치히 근방에서 독일 제2군 잔존 병력들이 포위망을 뚫고 오데르강을 건너편으로 탈출했다. 남쪽에서는 이반 코네프 원수의 제1 우크라이나 전선군 부대가 슐레지엔 북서 지역에서 나이세강으로 위치를 옮겼다. 세 전선군의 병력은 총 250만 명에 달했으며(78,566명으로 구성된 폴란드 제1군 포함), 전차 6,250대, 항공기 7,500대, 박격포 및 야포 41,600문, 스탈린의 오르간이라는 별명이 붙은 3,255문의 카츄사 다연장 로켓포 그리고 대부분 미국의 렌드리스 지원으로 공여받은 95,383대의 차량을 보유하고 있었다.
3월 20일 비스툴라 집단군 사령관이 하인리히 힘러 SS제국지도자에서 고트하르트 하인리치 상급대장으로 교체되었다. 하인리치는 즉시 방어선을 구축하기 시작했으며, 붉은 군대가 오데르강을 도하해 동서를 가로지르는 간선 아우토반을 따라 진격해 올 것을 정확히 예측했다. 그리고 오데르강 기슭에 엷은 전초 방위선만 남기는 대신 아우토반이 관통하고 있는 오데르강 일대를 굽어 볼 수 있는 지점인 젤로 고지에다가 독일의 정예 병력 112,143명을 동원해 강력한 방위선을 만들었다. 오데르강 및 베를린에서 동쪽으로 각각 17 km 그리고 90 km 떨어진 지점이었다. 그는 고지 수비선을 보강하기 위하여 다른 수비선이 약화되는 것을 감수하고 병력을 움직였다. 독일 공병들은 얼음이 녹으며 물이 불어난 저수지를 터서 오데르강 주변을 늪지대로 만들었다. 베를린 외곽과 맞닿는 후방 지역에는 세 겹으로 된 방위선을 구축했다. 이 방위선은 대전차호, 대전차 진지, 그리고 거미줄처럼 연결된 참호와 벙커로 구성되어 있었다.

### 오데르-나이세 공세
4월 16일 새벽, 소련군은 수천 문의 대포와 카추사 다연장 로켓을 동원한 포격으로 공격을 시작했다. 아침이 오기도 전에 제1 벨라루스 전선군이 오데르강을 도하하기 시작했다. 제1 우크라이나 전선군 또한 같은 날 새벽 나이세강을 도하하기 시작했다. 제1 벨라루스 전선군은 강력한 전력을 보유하고 있었지만 독일군 주력과 조우한 탓에 진격에 어려움을 겪었다. 제1 벨라루스 전선군의 공격을 예측한 하인리치 상급대장은 소련군의 포격이 휘하 병력들을 쓸어버리기 바로 전에 1선에 위치한 수비 병력을 철수시켰다. 수비측의 눈을 가리려던 143개의 탐조등은 이른 아침의 안개 때문에 쓸모가 없게 되었을 뿐만 아니라 공격하는 소련군 병사들의 그림자를 길게 만들어내며 피아식별을 어렵게 만들었다. 강 주변의 늪지 또한 커다란 장애물이었고, 빗발치는 독일군의 공격에 소련군은 막대한 사상자를 냈다. 스탈린은 두 야전군 사령관인 주코프와 코네프에게 경쟁을 유도하였고, 이에 따라 주코프는 돌파가 이루어진 후에야 투입할 예정이었던 예비 병력을 진격시켰다. 저녁 무렵 소련군은 일부 지역에서 약 6 km 전진하였으나, 여전히 독일의 수비선은 건재했다. 제1 우크라이나 전선군은 계획대로 남쪽에서 공격중이었다. 주코프는 젤로 고지 전투가 예정대로 이루어지지 않고 있다고 스탈린에게 보고할 수밖에 없었다. 스탈린은 이런 상황이 지속되면 남쪽에 있는 코네프에게 베를린을 먼저 공격할 수 있는 기회를 주겠다고 주코프를 자극했다.
4월 17일, 제1 벨라루스 전선군 참모들은 전투에 투입할 병력을 차출하기 위해 후방 지역을 이 잡듯이 뒤져야 하는 상황에 빠졌다. 연방군의 인해 전술이 평소 때보다 더 많은 희생을 낳고 있었던 탓이었다. 4월 17일 해질녘에도 여전히 독일군의 방어선은 건재했다. 그러나 남쪽에 위치한 페르디난트 쇠르너 야전원수 휘하 중부 집단군은 제 역할을 못하고 있었다. 중부 집단군의 우익을 맡은 제4기갑군은 제1 우크라이나 전선군의 압도적인 공격에 짓눌려 무너져 내리고 있었다. 쇠르너는 예비 전력으로 보유하고 있던 2개 기갑사단을 붕괴 중인 제4기갑군을 지원하는 데 이용하지 않고, 중앙 지역을 보강한다는 명목 아래 그대로 두었다. 그 결과 저녁 무렵 비스툴라 집단군 및 중부 집단군은 남쪽 지역을 더 이상 유지할 수 없는 상황이 되었고, 독일 제4기갑군을 포함해 양 집단군은 포위섬멸당할 우려 때문에 후퇴하게 되었다. 젤로 고지 남쪽에서의 전투가 쇠르너 원수의 어설픈 수비를 상대로 코네프 원수의 공격이 성공적으로 이루어지면서 하인리치 상급대장의 훌륭한 방어는 무의미하게 되고 말았다.
4월 18일, 소련군은 막대한 손실을 감내하며 꾸준히 진격하였고, 해질녘에는 제1 우크라이나 전선군이 세번째이자 마지막인 독일 수비선에 이르렀다. 포르스트를 점거한 제1 우크라이나 전선군은 독일 수도를 향한 진공을 준비했다.
4월 19일, 공격 나흘째를 맞이한 제1 벨라루스 전선군이 젤로 고지 최종 방위선을 돌파하면서 고지를 함락하였으며, 이 전투에서 독일군 12,322명이, 소련군 33,000명이 전사했다. 여전히 고지를 수비하고 있었던 독일 제9군 잔존병들과 여전히 북측에 남아있던 독일 제4기갑군은 제1 우크라이나 전선군의 제3근위군과 제3, 제4근위전차군에게 포위되었다.
제1 우크라이나 전선군 소속의 나머지는 계속해서 서쪽으로 달려나가고 있었다. 4월 19일을 끝으로 독일의 동부 전선은 완전히 침묵했다. 남은 거라곤 포위망에 빠져 절망적인 저항을 계속하는 패잔병들뿐이었다. 하지만 4월 1일부터 4월 19일까지 소련군이 입은 피해는 적지 않았는데, 전차만 무려 2,807대를 손실했던 것이다. 그때까지 서방 연합군이 잃은 전차 손실은 1,079대에 지나지 않았다.

### 베를린 포위
히틀러의 생일이기도 했던 4월 20일, 제1 벨라루스 전선군의 포격이 베를린 중심부를 강타하기 시작했는데, 이 포격은 베를린이 항복할 때까지 쉬지 않고 계속되었다. 종전 후 조사 결과에 따르면 소련군이 베를린에 퍼부은 포탄량이 서방 연합군이 폭격한 양보다 더 많았다고 한다. 이 날, 제1 벨라루스 전선군은 베를린 동쪽과 북동쪽 방면에서 진격해 들어갔다. 제1 우크라이나 전선군은 독일 중부 집단군 북익을 구성하는 마지막 수비 부대를 밀어내고 엘베강 유역의 마그데부르크에 위치한 미군 전선에서 중간 지점에 위치한 위터복 북쪽을 돌파했다. 슈테틴 및 슈베트 사이에서 제2 벨라루스 전선군이 독일 제3기갑군이 위치한 비스툴라 집단군 북익을 공격했다.
4월 21일 소련 제2근위군이 베를린 북방 50 km 근방까지 진격해 들어와 베르노이헨 남동쪽을 공격했다. 여타 소련군 부대들도 베를린의 외곽 방어선에 도달했다. 소련군의 계획은 일단 베를린을 포위하고, 그 후에 독일 제9군을 포위한다는 것이었다.
제4기갑군에서 제9군으로 전속된 독일 제5군단 지휘부는 포르스트에서 제9군과 함께 포위망에 빠졌다. 제5군단은 아직 코트부스에 머물러 있었다. 제4기갑군의 본래 남쪽 부대가 북쪽을 공격해 들어오는 제1 우크라이나 전선군을 상대로 국지적인 성공을 거두자, 히틀러는 브란덴부르크 왕가의 기적을 바라는 듯한 명령을 하달했다. 제9군에 코트부스를 사수하고 서쪽을 향해 방위선을 구축하라는 명령을 내렸던 것이다. 그 후 제9군에 북쪽에서 진격해 들어오는 소련군을 공격하라고 명령했다. 이렇게 된다면 남쪽에서 올라오는 제4기갑군과 합류하여 제9군이 괴멸하기 전에 제1 우크라이나 전선군을 포위하고 북쪽에서 협공을 가할 수 있을 터였다. 또한 제3기갑군의 공격이 남쪽에서 이루어진다면, 베를린 북쪽에서 진격 중인 펠릭스 슈타이너 SS대장의 슈타이너 분견군에 의해 이루어질 남쪽에서의 협공으로 포위당한 제1 벨라루스 전선군을 괴멸시킬 수 있을 터였다. 슈타이너 SS대장은 자신의 휘하에는 그만한 전력이 없다고 통보했고, 하인리치 상급대장은 히틀러의 참모들에게 제9군이 즉시 후퇴하지 않으면 소련군에 의해 포위당할 것이라고 경고했다. 또한 그는 베를린의 북서 방면으로 이동하기는 이미 늦었다고 강변하며 남은 길은 서쪽으로 후퇴하는 것 뿐이라고 했다. 하인리치 상급대장은 히틀러에게 제9군이 서쪽으로 후퇴하는 걸 허가해 주지 않으면 지휘권을 내놓겠다고 했다.
4월 22일 오후 상황 보고에서 자신의 작전 계획이 실행 불가능하는 보고를 접한 히틀러는 눈물까지 흘리며 분노를 표출했다. 전쟁에 졌다고 선언한 그는 장군들을 비난했고, 종말이 올 때까지 베를린에 머물겠으며 종말이 오면 그때는 자살하겠다고 밝혔다. 분노한 히틀러를 달래기 위해 알프레트 요들 상급대장은 미군이 엘베강 동쪽으로는 더 이상 진군하지 않을 것이기 때문에 미군과 대치 중인 제12군을 베를린으로 불러들일 수 있다고 말했다. 히틀러는 즉시 그 제안을 받아들였고, 한 시간도 채 안 돼 발터 벵크 기갑대장에게 미군과 교전하지 말고 베를린 구원을 위해 제12군을 북동쪽으로 이동시키라는 명령을 내렸다. 그렇게만 된다면 제9군이 서쪽으로 이동해 제12군과 조우할 수 있었다. 그날 저녁 하인리치 상급대장은 제9군과 제12군의 합류를 승인했다.
베를린에 위치한 총통 벙커 상황실에서 존재하지도 않는 사단들이 가상으로 공격을 하는 동안, 소비에트 연방은 승리를 굳혀나가고 있었다. 제2 벨라루스 전선군이 오데르강 동쪽에 15 km가 넘는 깊은 교두보를 구축했고, 이를 분쇄하려는 독일 제3기갑군과 치열한 전투를 벌였다. 독일 제9군은 코트부스를 잃고 서쪽으로 밀려나고 있었다. 소비에트 연방 전차군 선봉대가 하벨강을 따라 베를린 동쪽에 도달했고, 같은 시각 다른 부대가 베를린 외곽 방어선을 통과했다.
4월 23일 제1 벨라루스 전선군과 제1 우크라이나 전선군은 베를린과 독일 제9군을 잇는 최후의 연결 고리를 압박하며 포위망을 계속해서 죄여들어 갔다. 우크라이나 1전선군 일부 병력이 서쪽으로 이동을 계속해 베를린을 향해 이동 중이던 독일 제12군과 교전에 들어갔다.
4월 24일 제1 벨라루스 전선군 및 제1 우크라이나 전선군이 도시를 완벽히 포위했다.
4월 25일 제2 벨라루스 전선군이 슈테틴 남쪽의 교두보 근방에 위치한 독일 제3기갑군을 돌파하고 란도 습지대를 가로질렀다. 이제 제2 벨라루스 전선군은 영국 제21집단군과 조우하기 위해 서쪽으로든 슈트랄준트에 위치한 발트 연안의 항구를 확보하기 위해 북쪽이든 서쪽이든 어느 쪽으로 진격해도 되는 상황이었다. 소련 제5근위군 소속 제58근위소총사단은 엘베 강 유역에 위치한 레크비츠에서 미국 제1군 소속 제69보병사단과 조우했다. 이 사실은 많은 역사서에 토르가우에서 조우한 것으로 오기되어 있다.

### 베를린 시가전
독일이 도시를 방어하는 데 투입한 병력은 소모가 극심한 몇 개 국방군 사단과 경찰 병력이 보충된 무장친위대 사단, 히틀러 청소년단의 소년들, 그리고 제1차 세계 대전 참전 경력이 있는 일부 사람을 포함해 대부분 젊은 시절 군에 복무한 경험이 있는 중장년층 남성들로 구성된 국민돌격대(Volksturm 폴크슈트름)뿐이었다. 서쪽에 제20기갑척탄병사단, 북쪽에 제9공수사단, 북동쪽에 뮌헤베르크 기갑사단, 남동쪽(템펠호프 비행장 동쪽)에 제11SS의용기갑척탄병사단 노르트란트 그리고 시내 중앙에 예비 전력으로 제18기갑척탄병 사단이 배치되었다. 베를린의 운명은 절망적이었지만 독일군의 저항은 계속되었다.
소련군은 남동쪽에서 프랑크푸르트 가로수길을 따라 알렉산더 광장으로, 남쪽에서 존넨 가로수길을 따라 여성 동맹 광장으로, 남서쪽에서 포츠다머 광장으로(티거 II 101호가 방어를 맡음), 북쪽에서 제국의사당(Reichstag 라이히스탁, 티거 II 314호가 방어를 맡음)으로 진격했다. 국회의사당, 몰트케 다리, 알렉산더 광장 그리고 슈판다우에 위치한 하벨 다리에서는 건물 사이사이에서 총알이 빗발치고 백병전이 벌어지는 등 치열한 전투가 전개되었다.
맹렬한 반공주의자들이었던 무장친위대 소속 외국인 의용병(외인부대)들은 특히 분투했다. 포로가 된다 하더라도 살아날 가망이 없었던 탓이었다. 노르트란트 소속 티거와 쾨니히스티거(노르트란트에 임시 배속된 제503SS중전차대대)들은 그 수백배에 달하는 소련 제1, 제8근위전차군 소속 전차들을 상대하기 위해 베를린 시가지를 정신없이 내달렸다. 이미 병력의 대부분을 잃은 독일 제9공수사단은 소련 제3충격군을 상대로 악전고투했다. 본래 기갑사단이라고 부를 수조차 없었던 뮌헤베르크 기갑사단은 소련 제5충격군을 상대로 천천히 분쇄되었다.
4월 28일, 하인리치 상급대장은 무슨 수를 써서라도 베를린을 지켜내라는 히틀러의 명령을 거부했다. 다음 날 베를린 방어 사령관은 쿠르트 슈투덴트 공군 상급대장으로 교체되었다.
4월 30일, 소련군이 베를린 시내 중앙에 진입하자, 아돌프 히틀러는 에바 브라운과 결혼한 후 청산가리와 권총을 이용하여 함께 동반 자살했다.
5월 2일, 베를린 방어 사령관 바이틀링 포병대장은 항복을 선언하고 바렌판거 소장은 가족들과 함께 동반 자살했다. 하지만 여전히 항복을 원하지 않은 많은 수의 독일인들이 도시 내에서 치열한 전투를 벌이고 있었다.
5월 8일, 빌헬름 몽케 SS소장이 이끄는 부대를 포함, 마지막 독일군 부대가 비로소 항복했다.

### 할베 전투
베를린에서 전투가 진행되는 동안 베를린 남쪽에서도 전투가 벌어지고 있었다. 독일 제9군 병력 8만 명과 일부 민간인들은 포위망을 뚫기 위해 소련군을 상대로 절망적인 전투를 계속했는데 이는 포위망 바깥 서쪽의 독일 제12군과 조우하여 엘베강을 도하한 후 미군에게 항복하기 위함이었다. 하지만 포위망을 지키던 이반 코네프의 소련군 28만 명이 이를 막아섰고, 이 과정에서 대다수의 독일 병사들은 추격해 온 소련군과의 전투 중에 전사하거나 포로가 되었다. 소련군은 포병, 공군 등 각종 화력 지원을 받으며 수적으로도 압도적으로 유리한 상황이었지만 일부는 보복전을 위해 무리한 추격을 펼치기도 했고 결과적으로 20,000명의 소련군이 사망하거나 실종되었다. 독일 제9군과 민간인들이 사방에 떨어지는 포탄과 공습을 뚫고 소련군의 추격을 뿌리치며 할베 포켓을 탈출하는 과정에서 결과적으로 독일군 30,000명과 민간인 최대 1만 명이 전사하고 25,000명의 독일군이 붙잡혔다. 결국 실제로 미군에게 항복한 제9군 소속 병사는 25,000명에 불과했고 탈출한 민간인의 수도 1만 명 정도로 적었다.

## 결과 및 영향
소련군이 베를린 시내에 진출한 후의 전투는 독일의 인적 자원 고갈과 물자 부족 때문에 일주일 만에 종결되었다. 독일측 보급창고가 시 외곽 방위선 바깥에 위치해 있었던 탓에 이미 소련군에게 점령당했기 때문이다. 시가전에서 소련군은 약 2,000대의 차량을 잃었는데 그 대부분이 개인 휴대용 무반동 대전차로켓인 판처파우스트에 의한 것이었다. 장갑 차량에 대한 대항 수단으로 그런 휴대용 대전차병기가 국민들에게 대량으로 지급되었다. 당시 독일군에게는 한 줌의 전차밖에 없던 상황이었다.
베를린에서는 독일에 대한 복수심에 불타는 소련군 병사들에 의해 많은 약탈 및 강간이 벌어졌고, 수많은 민간인들이 살해당했다. 초기에는 이런 잔학 행위들이 장교들에 의해 묵인되었지만 곧 소련 내무인민위원회(NKVD)는 그런 행위들을 중지시켰다.
소련군은 베를린 공격 작전 전체에서 군인 81,116명이 전사했고, 280,251명이 부상당했다. 소련군의 사상자는 총 361,367명이었고, 소련군의 전차 1,997대, 야포 2,108문, 항공기 917기가 파괴되었다.
독일군은 베를린 방어 작전 전체에서 군인 92,000~100,000명이 전사했고, 220,000명이 부상당했다. 독일군의 사상자는 총 312,000~320,000명이었다. 소련군의 공격과 학살로 인해 독일 민간인 12만여 명이 사망했다.
히틀러의 유언에 따라 카를 되니츠 제독이 대통령에 임명되었으며 요제프 괴벨스가 총리로 임명된지 3일 뒤 괴벨스가 1945년 5월 1일 자살하면서 종전 협상을 되니츠 혼자 떠맡게 되었다. 독일 국방군 최고사령부와 대부분의 독일군은 '유럽 승리의 날'이라 알려진 1945년 5월 8일에 서방 연합군에 무조건 항복했다. 되니츠는 동부 지역의 독일군과 독일 시민이 서부 지역으로 탈출할 수 있는 시간을 벌이기 위해 항복 협상을 질질 끌려고 했지만 서방 연합국이 되니츠의 의도를 눈치채면서 무위로 돌아갔고, 소비에트 연방은 5월 8일의 항복은 서방 연합국에게만 한 것이라고 반발하며 5월 9일에 따로 항복을 받았다. 소비에트 연방의 계승국인 러시아는 지금도 5월 9일을 승전 기념일로 기념하고 있다.
체코의 수도 프라하에 남은 독일 중앙 집단군 부대는 5월 11일까지 저항을 계속한 뒤에야 항복했다.
덴마크의 보른홀름 섬에 주둔하던 소규모 독일군 수비대는 소련군의 폭격과 공격을 받은 후에도 항복을 거부했고, 이 섬은 이듬해 4월에 덴마크에 반환되었다.

## 같이 보기
- 브레슬라우 전투 (1945년)
- 소련이 저지른 전쟁 범죄
- RT (텔레비전 네트워크)

## 참고 문헌
- Beevor, Antony. Berlin: The Downfall 1945, Penguin Books, 2002, ISBN 0-670-88695-5
- Krivosheev, G. F., Soviet Casualties and Combat Losses in the Twentieth Century, Greenhill Books, 1997.
- Read, Anthony, The Fall of Berlin, London: Pimlico, 1993. ISBN 0-7126-0695-5
- Ryan, Cornelius, The Last Battle, ISBN 0-684-80329-1
- Ziemke, Earl F., Battle For Berlin: End Of The Third Reich, NY:Ballantine Books, London:Macdomald & Co, 1969.
- Marta Hillers, A Woman in Berlin: Six Weeks in the Conquered City Translated by Anthes Bell, ISBN 0-8050-7540-2
- Hastings, Max, Armageddon: The Battle for Germany, 1944-1945, Macmillan, 2004, ISBN 0-333-90836-8